# Maszewo (gromada w powiecie lęborskim)
Maszewo – dawna gromada, czyli najmniejsza jednostka podziału terytorialnego Polskiej Rzeczypospolitej Ludowej w latach 1954–1972.
Gromady, z gromadzkimi radami narodowymi (GRN) jako organami władzy najniższego stopnia na wsi, funkcjonowały od reformy reorganizującej administrację wiejską przeprowadzonej jesienią 1954 do momentu ich zniesienia z dniem 1 stycznia 1973, tym samym wypierając organizację gminną w latach 1954–1972.
Gromadę Maszewo z siedzibą GRN w Maszewie (w obecnym brzmieniu Maszewo Lęborskie) utworzono – jako jedną z 8759 gromad na obszarze Polski – w powiecie lęborskim w woj. gdańskim na mocy uchwały nr 20/III/54 WRN w Gdańsku z dnia 5 października 1954. W skład jednostki weszły obszary dotychczasowych gromad Maszewo, Małoszyce i Krępkowice (bez miejscowości Krępkowo) ze zniesionej gminy Cewice w tymże powiecie. Dla gromady ustalono 13 członków gromadzkiej rady narodowej.
1 stycznia 1958 z gromady Maszewo wyłączono wieś Małoszyce oraz miejscowości Małoszyn i Nowotno, włączając je do gromady Pogorzelice w tymże powiecie, po czym gromadę Maszewo zniesiono, a jej (pozostały) obszar włączono do  gromady Cewice w tymże powiecie.